# Neolamprologus multifasciatus
Neolamprologus multifasciatus är en fiskart som först beskrevs av Boulenger, 1906.  Neolamprologus multifasciatus ingår i släktet Neolamprologus och familjen Cichlidae. IUCN kategoriserar arten globalt som livskraftig. Inga underarter finns listade i Catalogue of Life.